# Waidhofen an der Thaya (huyện)
Bezirk Waidhofen an der Thaya là một huyện của bang của Hạ Áo ở Áo.

## Các đô thị
Các khu ngoại vi, làng và các đơn vị khác của một đô thị được hiển thị bằngchữ nhỏ.
- Dietmanns
  - Alt-Dietmanns, Neu-Dietmanns
- Dobersberg
  - Brunn, Dobersberg, Goschenreith am Taxenbache, Großharmanns, Hohenau, Kleinharmanns, Lexnitz, Merkengersch, Reibers, Reinolz, Riegers, Schuppertholz
- Gastern
  - Frühwärts, Garolden, Gastern, Immenschlag, Kleinmotten, Kleinzwettl, Ruders, Weißenbach, Wiesmaden
- Groß-Siegharts
  - Ellends, Fistritz, Groß-Siegharts, Loibes, Sieghartsles, Waldreichs, Weinern, Wienings
- Karlstein an der Thaya
  - Eggersdorf, Göpfritzschlag, Goschenreith, Griesbach, Hohenwarth, Karlstein an der Thaya, Münchreith an der Thaya, Obergrünbach, Schlader, Thuma, Thures, Wertenau
- Kautzen
  - Engelbrechts, Groß-Taxen, Kautzen, Kleingerharts, Klein-Taxen, Pleßberg, Reinberg-Dobersberg, Tiefenbach, Triglas
- Ludweis-Aigen
  - Aigen, Blumau an der Wild, Diemschlag, Drösiedl, Drösiedl, Kollmitzgraben, Liebenberg, Ludweis, Oedt an der Wild, Pfaffenschlag, Radessen, Radl, Sauggern, Seebs, Tröbings
- Pfaffenschlag bei Waidhofen
  - Arnolz, Artolz, Eisenreichs, Großeberharts, Johannessiedlung, Kleingöpfritz, Pfaffenschlag bei Waidhofen a.d.Thaya, Rohrbach, Schwarzenberg
- Raabs an der Thaya
  - Alberndorf, Eibenstein, Großau, Koggendorf, Kollmitzdörfl, Liebnitz, Lindau, Luden, Modsiedl, Mostbach, Neuriegers, Niklasberg, Nonndorf, Oberndorf bei Raabs, Oberndorf bei Weikertschlag, Oberpfaffendorf, Pommersdorf, Primmersdorf, Raabs an der Thaya, Rabesreith, Reith, Rossa, Schaditz, Speisendorf, Süßenbach, Trabersdorf, Unterpertholz, Unterpfaffendorf, Weikertschlag an der Thaya, Wetzles, Wilhelmshof, Zabernreith, Zemmendorf, Ziernreith
- Thaya
  - Eggmanns, Großgerharts, Jarolden, Niederedlitz, Oberedlitz, Peigarten, Ranzles, Schirnes, Thaya
- Vitis
  - Eschenau, Eulenbach, Grafenschlag, Großrupprechts, Heinreichs, Jaudling, Jetzles, Kaltenbach, Kleingloms, Kleinschönau, Schacherdorf, Schoberdorf, Sparbach, Stoies, Vitis, Warnungs
- Waidhofen an der Thaya
  - Altwaidhofen, Dimling, Götzles, Hollenbach, Jasnitz, Kleineberharts, Matzles, Puch, Pyhra, Schlagles, Ulrichschlag, Vestenötting, Waidhofen an der Thaya
- Waidhofen an der Thaya-Land
  - Brunn, Buchbach, Edelprinz, Götzweis, Griesbach, Kainraths, Nonndorf, Sarning, Vestenpoppen, Wiederfeld, Wohlfahrts
- Waldkirchen an der Thaya
  - Fratres, Gilgenberg, Rappolz, Rudolz, Schönfeld, Waldhers, Waldkirchen an der Thaya
- Windigsteig
  - Edengans, Grünau, Kleinreichenbach, Kottschallings, Lichtenberg, Markl, Matzlesschlag, Meires, Rafings, Rafingsberg, Waldberg, Willings, Windigsteig